# Super Seria 2001: Sztokholm
Super Seria 2001: Sztokholm –
indywidualne, trzecie i ostatnie w 2001 r. zawody siłaczy z cyklu Super
Serii.
Data: 2001

Miejsce: Sztokholm  Szwecja

WYNIKI ZAWODÓW:
| Miejsce | Zawodnik          | Kraj              | Punkty |
| ------- | ----------------- | ----------------- | ------ |
| 1.      | Magnus Samuelsson | Szwecja           | 81,5   |
| 2.      | Hugo Girard       | Kanada            | 71     |
| 3.      | Svend Karlsen     | Norwegia          | 58,5   |
| 4.      | Brian Schoonveld  | Stany Zjednoczone | 56,5   |
| 5.      | Wout Zijlstra     | Holandia          | 44     |
| 6.      | Martin Muhr       | Niemcy            | 40,5   |
| 7.      | Jan Bártl         | Czechy            | 39,5   |
| 8.      | Anders Johansson  | Szwecja           | 39,5   |
| 9.      | Odd Haugen        | Norwegia          | 35,5   |
| 10.     | Janne Virtanen    | Finlandia         | 31     |
| 11.     | Jörgen Ljungberg  | Szwecja           | 30,5   |
| 12.     | Joe Onosai        | Samoa             | 11     |